# Gueschart
Gueschart é uma comuna francesa na região administrativa de Altos da França, no departamento de Somme. Estende-se por uma área de 12,89 km². Em 2010 a comuna tinha 357 habitantes (densidade: 27,7 hab./km²).